# 202
202 (CCII) var ett normalår som började en fredag i den julianska kalendern.

## Händelser

### Okänt datum
- Septimius Severus återvänder till Rom efter fem års bortavaro. Festivaler hålls för att fira hans första sex år vid makten.
- En romersk lag förbjuder kvinnliga gladiatorer.
- Ett romerskt edikt förbjuder omvändelse till kristendom och all kristen propaganda.
- För att undgå Septimius Severus' förföljelse av kristna söker Clement av Alexandria en fristad hos Alexander i Kappadokien.

## Födda
- Jiang Wei, general i det kinesiska kungariket Shu Han.

## Avlidna
- Irenaeus, biskop av Lyon (martyrdöd).
- Yuan Shao, kinesisk krigsherre.